# Hôtel de ville de Morteau
L'hôtel de ville de Morteau est un édifice situé à Morteau dans le département français du Doubs.

## Localisation
L'hôtel de ville est situé au 2 place de l'Hôtel-de-Ville à Morteau.

## Histoire
Le bâtiment est construit en 1590 par la famille Fauche de Damprel. Il est transformé en maison prieurale par le seigneur de Grammont qui l'a racheté en 1684.
La ville de Morteau rachète l'édifice en 1791 pour y abriter des services administratifs et le bâtiment est en grande partie reconstruit après l'incendie survenu en 1946 ; à partir de cette date, il ne reste que les façades et les caves de l'édifice antérieur.
La façade principale, ainsi que les deux tours aux extrémités sont inscrites aux monuments historiques arrêté du 8 juin 1978.

## Architecture et décorations
Le bâtiment à un étage présente un plan rectangulaire ; les deux tours sur la façade principale sont, quant à elles, de plan carré et possèdent des toitures à pavillon.
Les murs sont en pierre de taille blanches et jaunâtres.